# Атко Касумовић
Атко Касумовић (Босанска Градишка, 16. јануар 1937 — Загреб, 4. септембар 2019) био је југословенски фудбалер.

## Каријера
На почетку фудбалске каријере 1953. године наступао је за Козару из Градишке. Играо је за Борац из Бања Луке када је први пут ушао у прволигашко друштво сезоне 1961/62. На друголигашкој, првенственој утакмици Борац – Пролетер (Осијек), која је одиграна 17. маја 1959, Атко Касумовић је у побједи од 9:1 постигао чак 6 голова. Затим је прешао у Динамо Загреб и освојио Куп Југославије 1965. године.
У акцији бањалучких новина Глас Српске одржаној 2006. године, некадашњи тренери, играчи и људи који су безмало цели век провели уз Борац изабрали су „Идеалну једанаесторицу“ Борца и међу њима је био Касумовић.
Преминуо је 4. септембра 2019. године у Загребу.

## Трофеји
- Динамо Загреб
  - Куп Југославије: 1965.